# Mariano Antonio Espinosa

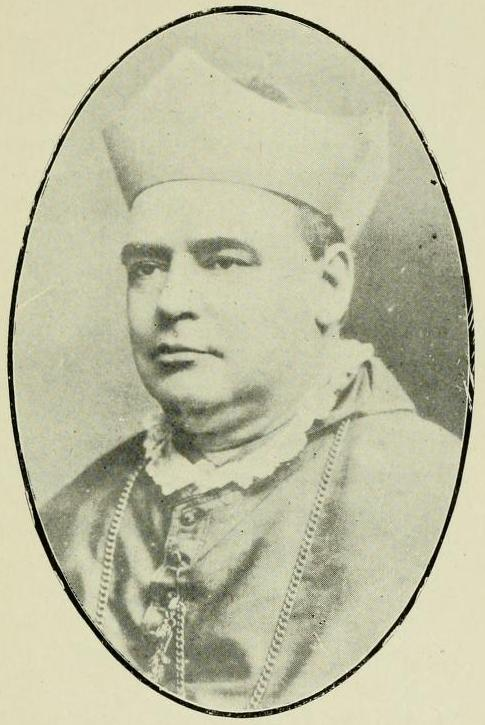
Erzbischof Mariano Antonio Espinosa (1920)

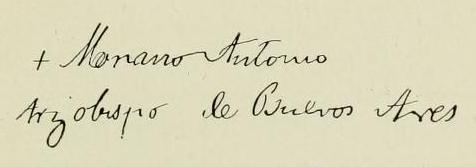
Signatur des Erzbischofs

Mariano Antonio Espinosa (* 2. Juli 1844 in Buenos Aires; † 8. April 1923 ebenda) war Erzbischof von Buenos Aires.

## Leben
Mariano Antonio Espinosa studierte ab 1859 im Priesterseminar von Buenos Aires, ab Januar 1865 setzte er seine Studien an der Päpstlichen Universität Gregoriana fort und wurde dort 1869 zum Doctor theologiae promoviert. Bereits am 11. April 1868 hatte er die Priesterweihe empfangen. 1870 kehrte Espinosa nach Buenos Aires zurück und war dort zunächst als Kaplan in der Gemeinde Santa Lucia tätig. Von 1877 bis 1878 wirkte er als Missionar in Paraguay, wo das kirchliche Leben durch den Tripel-Allianz-Krieg zum Erliegen gekommen war. Für seine Verdienste wurde ihm später der Titel eines Apostolischen Protonotars verliehen.
Papst Leo XIII. ernannte ihn am 15. Juni 1893 zum Titularbischof von Tiberiopolis und bestellte ihn zum Weihbischof im Erzbistum Buenos Aires. Die Bischofsweihe spendete ihm am 22. Oktober desselben Jahres Federico León Aneyros, Erzbischof von Buenos Aires. Mitkonsekratoren waren Ricardo Isaza y Goyechea, Weihbischof im Bistum Montevideo, und Uladislao Castellano, Weihbischof im Bistum Córdoba. Am 8. Februar 1898 ernannte Leo XIII. ihn zum ersten Bischof des ein Jahr zuvor errichteten Bistums La Plata, die Inthronisation erfolgte am 24. April desselben Jahres. Am 31. August 1900 stieg Espinosa zum Erzbischof von Buenos Aires auf. Unter Espinosa wurden im Erzbistum Buenos Aires zahlreiche neue Kirchen und Schulen errichtet. Der Erzbischof verweigerte zudem jeden kirchlichen Prunk. Am 24. September 1904 gewährte er der von Maria Eufrasia Iaconis gegründeten Gemeinschaft der Töchter der göttlichen Mutter die bischöfliche Anerkennung. Nach mehrjähriger Krankheit verstarb Mariano Antonio Espinosa 1923 mit 78 Jahren.